# Platycopia compacta
Platycopia compacta is een eenoogkreeftjessoort uit de familie van de Platycopiidae. De wetenschappelijke naam van de soort is voor het eerst geldig gepubliceerd in 1998 door Ohtsuka, Soh & Ueda.